# (875) Нимфея
875 Нимфе́я (лат. Nymphe) — небольшой, но довольно яркий астероид главного пояса. Открыт 19 мая 1917 года немецким астрономом Максом Вольфом в обсерватории Гейдельберг-Кёнигштуль, Германия. Астероид назван в честь стихийных сил, которые согласно древнегреческой мифологии олицетворялись в виде девушек — нимф.
Нимфея не пересекает орбиту Земли, и делает полный оборот вокруг Солнца за 4,08 года.